# San Sebastián de los Ballesteros
San Sebastián de los Ballesteros is een gemeente in de Spaanse provincie Córdoba in de regio Andalusië met een oppervlakte van 12 km². San Sebastián de los Ballesteros telt 811 inwoners (1 januari 2016).

## Demografische ontwikkeling
Bron: INE, 1857-2011: volkstellingen
Opm.: Tot 1857 behoorde San Sebastián de los Ballesteros tot de gemeente Santaella

## Geboren
- Alfonso Pedraza (9 april 1996), voetballer